# 인텔 테라-스케일
인텔 테라-스케일(Intel Tera-Scale)은 이머징 비주얼 컴퓨팅 애플리케이션의 병렬화를 이용, 인텔 프로세서와 플랫폼 개발에 초점을 두는 인텔의 연구 계획이다. 이러한 응용에는 테라바이트의 데이터를 빠르게 처리하기 위해 병렬 컴퓨팅 성능의 테라플롭스가 필요하다. 병렬화는 여러 태스크를 동시에 수행하는 개념이다. 병렬화를 이용하면 중앙 처리 장치(CPU)의 효율성을 높일뿐 아니라 초 단위로 분석된 데이터의 바이트도 증가된다.

## 프로토타입
테라플롭스 리서치 칩(폴라리스)은 2007년 인텔이 개발한 80코어 프로토타입 프로세서이다. 테라-스케일 프로세서를 만드는 인텔 최초의 공개적 시도이다. 이 폴라리스 프로세서는 테라플롭 이름을 유지하기 위해 3.13 GHz와 1 볼트에서 구동되어야 한다. 최고 성능에서 이 프로세서는 1.27 테라플롭을 수행할 수 있다.
싱글 칩 클라우드 컴퓨터는 2009년 인텔이 개발한 또 다른 연구용 프로세서이다. 이 프로세서는 6x4 2D 메시 안에 연결된 48 P54C 코어로 구성되어 있다.